# Ligretto
Ligretto es un juego de cartas compuesto por 160 unidades (40 cartas por jugador). Está diseñado para la participación de un número de 2 a 4 jugadores.

## Objetivo
La meta del juego es deshacerse del montón-ligretto y, a través de ello, conseguir la máxima puntuación posible.

## Preparación del juego
Cada jugador obtiene 40 cartas de un mismo símbolo. Tres de ellas las colocan en fila una al lado de otra mirando destapadas. Al lado de estas tres cartas se coloca el montón-ligretto compuesto por diez cartas. Las cartas restantes permanecen en la mano del jugador.

## Desarrollo del juego
Una vez colocadas las cartas comienza el juego a la señal de uno de los jugadores. Todos a la vez comienzan a poner cartas en el centro de la mesa según el número y el color.  El que primero se queda sin cartas en el montón-ligretto gana. 

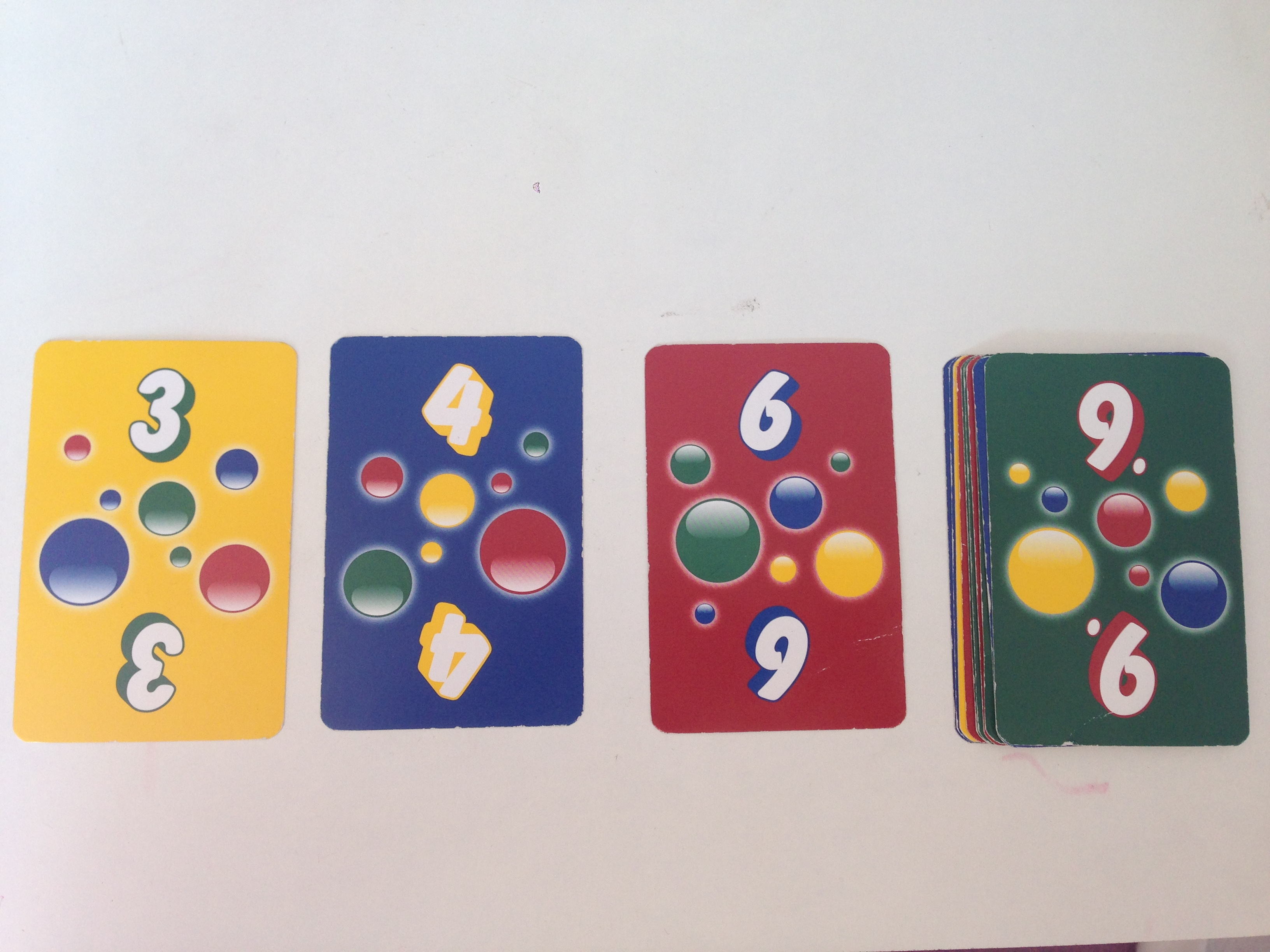
Preparación del juego

- Datos: Q1418082